# 22982 Emmacall
22982 Emmacall è un asteroide della fascia principale. Scoperto nel 1999, presenta un'orbita caratterizzata da un semiasse maggiore pari a 2,9186092 UA e da un'eccentricità di 0,0138338, inclinata di 2,84143° rispetto all'eclittica.